# Trânsito de Vênus

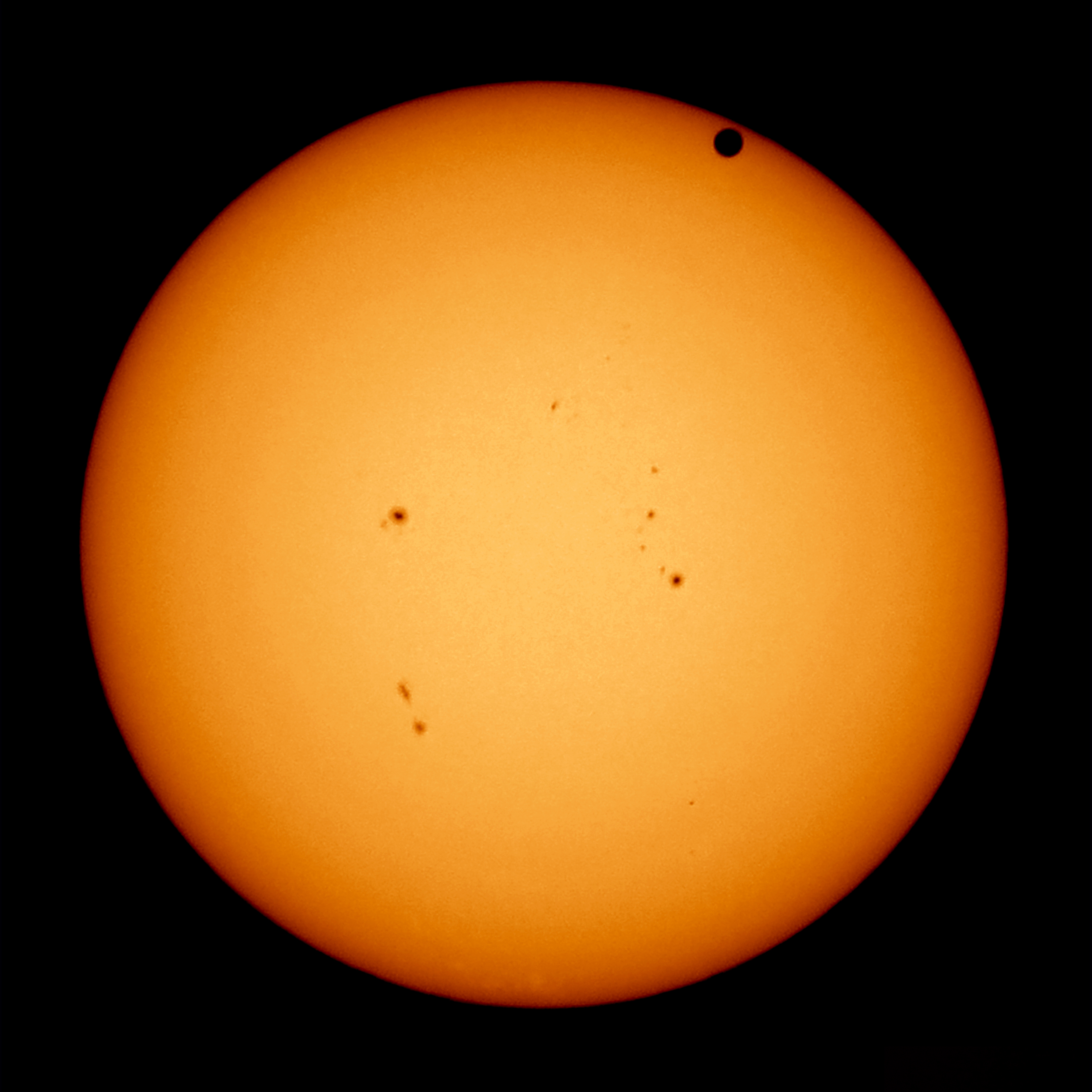
Trânsito de Vênus de 2012

O trânsito de Vênus é a passagem astronômica do planeta Vênus diante do Sol, ocultando uma pequena parte do disco solar visto da Terra, um fenômeno que só é possível quando os três corpos celestres se encontram alinhados. Esta passagem é semelhante ao eclipse solar pela Lua. Apesar de o diâmetro de Vênus ser mais de três vezes maior que o da Lua, o planeta aparece bem menor durante o trânsito e viaja bem mais lentamente sobre a face do Sol, devido a sua maior distância em relação à Terra. O tempo da passagem é medido em horas; a ocorrência de 2012 teve a duração de 6 horas e 40 minutos.
Os trânsitos de Vênus estão entre os fenômenos astronômicos previsíveis menos frequentes. Ocorrem numa sequência que geralmente se repete a cada 243 anos, com pares de trânsitos espaçados de 8 anos, seguidos de longos intervalos de 121,5 e 105,5 anos. Esta periodicidade é reflexo do fato de que os períodos orbitais da Terra e Vênus mantêm ressonâncias próximas a 8:13 e 243:395. O trânsito de Vênus mais recente ocorreu entre os dias 5 e 6 de junho de 2012 (UTC) e foi o último do século XXI; o anterior a este deu-se em 8 de junho de 2004. O par anterior de trânsitos aconteceu em dezembro de 1874 e em dezembro de 1882 e o próximo será em 10 e 11 de dezembro de 2117 e em dezembro de 2125.
O fenômeno tem historicamente grande importância científica, já que foi usado para se chegar às primeiras estimativas realistas do tamanho do Sistema Solar. As observações de 1639, combinadas com o princípio da paralaxe, permitiram uma estimativa da distância entre o Sol e a Terra mais acurada do que qualquer outra até aquela época. O trânsito de 2012 trouxe para os cientistas um número de outras oportunidades de pesquisa, particularmente no refinamento de técnicas a serem utilizadas na busca de exoplanetas.

## Conjunções

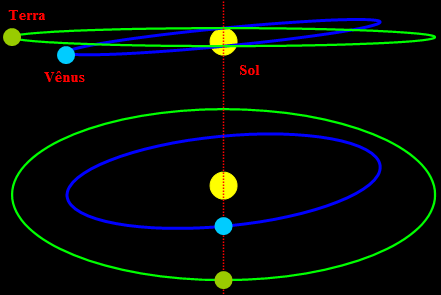
Diagrama de trânsitos de Vênus e o ângulo entre os planos orbitais de Vênus e a Terra

Vênus, com uma órbita inclinada em 3,4° em relação à da Terra, normalmente parece passar sob (ou sobre) o Sol no céu na conjunção inferior. Um trânsito ocorre quando Vênus atinge a conjunção com o Sol em um dos seus nós, na longitude em que Vênus passa pelo plano orbital da Terra (a eclíptica). Embora a inclinação entre esses dois planos orbitais seja de apenas 3,4°, Vênus pode estar a até 9,6° do Sol quando visto da Terra na conjunção inferior. Como o diâmetro angular do Sol é de cerca de meio grau, Vênus pode parecer passar sobre ou sob o Sol em mais de 18 diâmetros solares durante uma conjunção comum.
Sequências de trânsitos geralmente ocorrem num padrão que se repete a cada 243 anos, com trânsitos acontecendo com uma diferença de oito anos, seguida de um espaço de tempo de 121,5 anos, depois um espaço de oito anos e mais um longo espaço de 105,5 anos. O padrão se repete porque 243 períodos orbitais siderais da Terra (365,25636 dias, ligeiramente maior que o ano trópico) são 88 757,3 dias, e 395 períodos orbitais siderais de Vênus (224,701 dias) são 88 756,9 dias. Por isso, após este período, Vênus e Terra retornam praticamente ao mesmo ponto nas suas órbitas respectivas. Este período de tempo corresponde a 152 períodos sinódicos de Vênus.
O padrão 105,5 – 8 – 121,5 – 8 anos não é o único possível no ciclo de 243 anos, devido à pequena diferença entre os tempos em que a Terra e Vênus chegam ao ponto de conjunção. Antes de 1518, o padrão de trânsitos era 8 – 113,5 – 121,5 anos, e os oito períodos entre trânsitos antes do trânsito de 546 foram de 121,5 anos. O padrão atual continuará até 2846, quando será substituído pelo padrão 105,5 – 129,5 – 8 anos. Portanto, o ciclo de 243 anos é relativamente estável, mas o número de trânsitos e a época em que ocorrem dentro do ciclo variam com o tempo.

## História antiga

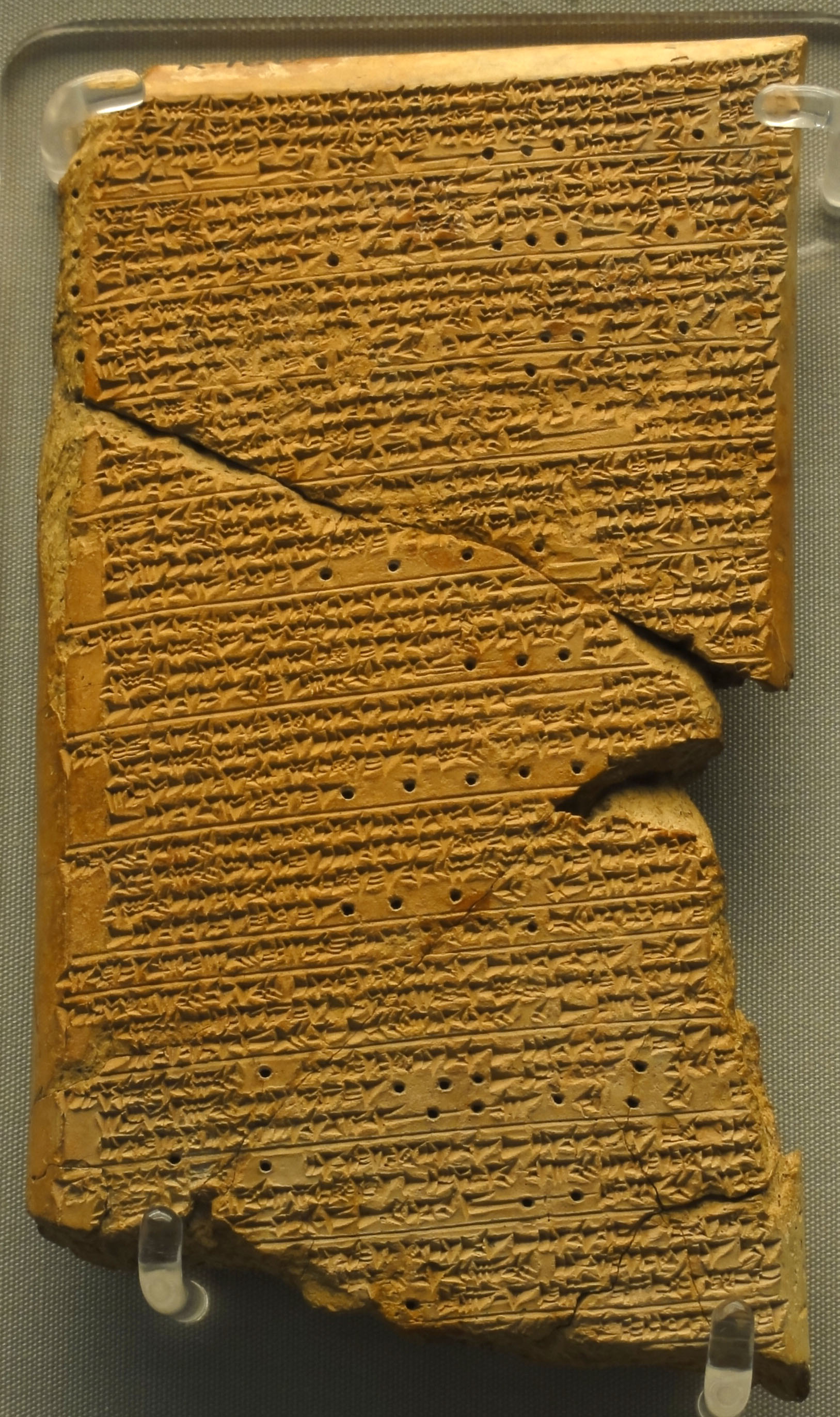
Tábua de Vênus de Ammisaduqa, que contém previsões astrológicas do período neoassírio. Museu Britânico, Londres

Antigos observadores indianos, gregos, egípcios, babilônios, maias e chineses conheciam Vênus e registraram os seus movimentos. Os gregos pensavam que as aparições noturna e matutina de Vênus se constituíam de dois objetos diferentes, Hesperus, a estrela da noite, e Phosphorus, a estrela da manhã. e credita-se a Pitágoras a compreensão de que ambos eram o mesmo planeta. Contudo, não há evidência de que qualquer dessas culturas sabia dos trânsitos. Vênus era importante para as antigas civilizações americanas, em particular para os maias, que o chamavam Noh Ek, a “Grande Estrela”, ou Xux Ek, a “Estrela Vespa”; eles corporificavam Vênus na forma do deus Kukulcán (também conhecido como ou relacionado a Gukumatz e Quetzalcóatl em outras partes do México). Os maias registraram o ciclo completo de Vênus no Códice de Dresden (livro maia pré-colombiano do século XI ou XII), mas, apesar do conhecimento preciso do seu curso, não há menção ao trânsito.

## Observações modernas
A par da sua raridade, o interesse científico original na observação de um trânsito de Vênus era que ele poderia ser usado para determinar a distância da Terra ao Sol e, a partir daí, o tamanho do Sistema Solar, empregando-se o método de paralaxe e a terceira lei de Kepler. A técnica envolvia fazer precisas observações das diferentes durações do trânsito em pontos bastante separados na superfície da Terra. A distância entre os pontos da Terra era então utilizada como base para calcular a distância até Vênus e o Sol por triangulação.
Embora por volta do século XVII os astrônomos pudessem calcular a distância relativa entre cada planeta e o Sol em termos da distância entre a Terra e o Sol (uma unidade astronômica), um valor absoluto preciso desta distância não havia sido determinado. Em 1627, Johannes Kepler tornou-se a primeira pessoa a predizer um trânsito de Vênus, ao prever o evento de 1631. Seus métodos não eram suficientemente precisos para prever que o trânsito não seria visível na maior parte da Europa e, como consequência, ninguém foi capaz de se preparar para observar o fenômeno.

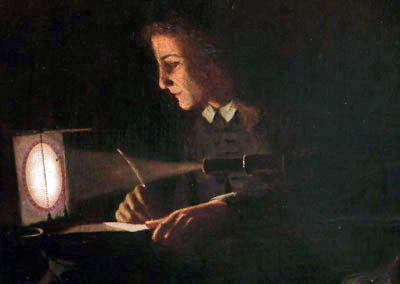
Jeremiah Horrocks faz uma das primeiras observações do trânsito de Vênus em 1639

### Primeira observação científica europeia
A primeira observação científica de um trânsito de Vênus foi feita por Jeremiah Horrocks em sua casa em Carr House, Much Hoole, perto de Preston, na Inglaterra, em quatro de dezembro de 1639 (24 de novembro no calendário juliano então em uso na Inglaterra). Seu amigo William Crabtree também observou este trânsito em Broughton, perto de Manchester. Kepler tinha previsto trânsitos em 1631 e 1761 e uma aproximação em 1639. Horrocks corrigiu os cálculos de Kepler para a órbita de Vênus e percebeu que os trânsitos de Vênus ocorreriam em pares com oito anos de diferença, e com isso previu o trânsito em 1639. Embora estivesse incerto sobre a hora exata, ele calculou que o trânsito se iniciaria aproximadamente às 15 horas. Horrocks focou a imagem do Sol com um telescópio simples sobre um pedaço de cartão, onde a imagem poderia ser observada de forma segura. Depois de observar pela maior parte do dia, ele teve sorte em ver o trânsito, pois as nuvens que cobriam o Sol se dissiparam perto de 15h 15min, apenas meia hora antes do pôr-do-sol. As observações de Horrocks lhe permitiram fazer uma bem fundamentada estimativa do tamanho de Vênus, além da distância entre a Terra e o Sol. Ele estimou a distância entre o Sol e a Terra em 95,6 milhões de quilômetros, 0,639 UA – cerca de dois terços da distância correta de 149,6 milhões de quilômetros, mas um número mais preciso do que qualquer outro sugerido até aquela época. Entretanto, as observações de Horrocks só foram publicadas em 1661, bem depois da sua morte.

### Trânsitos de 1761 e 1769

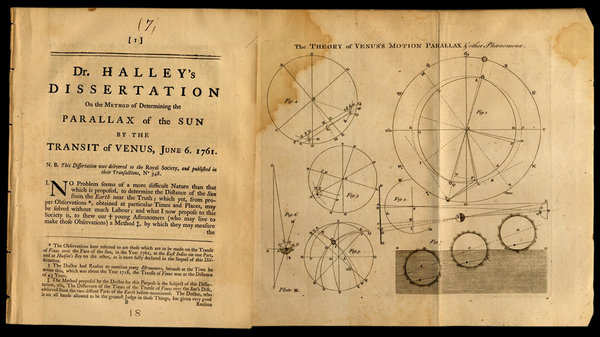
Diagrama do trabalho de1716 de Edmond Halley para a Royal Society, mostrando como o trânsito de Vênus poderia ser usado para calcular a distância entre a Terra e o Sol

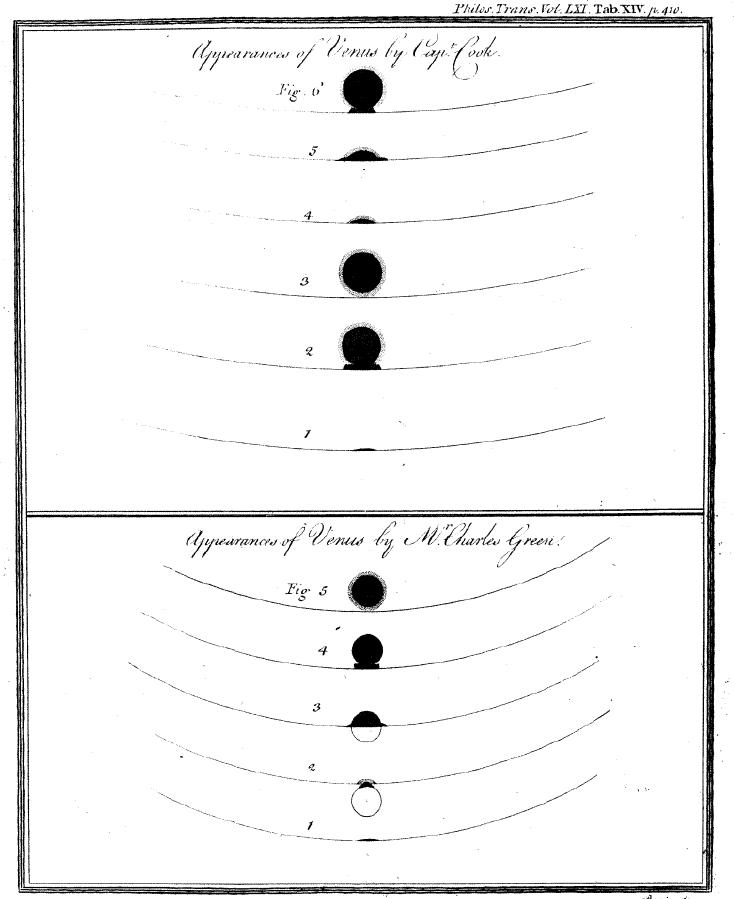
O “efeito gota negra”, como registrado durante o trânsito de 1769

Em 1663, o matemático escocês James Gregory sugeriu, em sua Optica Promota, que observações de um trânsito de Mercúrio, em pontos bastante espaçados na superfície da Terra, poderiam ser usadas para calcular a paralaxe solar e portanto a unidade astronômica. Sabedor disso, o jovem Edmond Halley fez observações desse trânsito em 1676 em Santa Helena, mas ficou desapontado ao saber que havia somente mais uma observação do evento, e não ficou convencido de que o cálculo resultante da paralaxe solar em 45” era preciso. Em um trabalho publicado em 1691, e em um mais refinado em 1716, ele propôs que cálculos mais precisos poderiam ser feitos utilizando medidas de um trânsito de Vênus, embora o próximo evento deste tipo só fosse acontecer em 1761. Halley morreu em 1742, mas em 1761 numerosas expedições foram feitas para diversos lugares do mundo visando observar esses trânsitos, num exemplo pioneiro de colaboração científica internacional. Numa tentativa de observar o primeiro trânsito do par, cientistas e exploradores da Grã-Bretanha, Áustria e França viajaram para destinos ao redor do mundo, incluindo Sibéria, Terra Nova e Madagáscar. A maioria conseguiu ver pelo menos parte do trânsito, mas observações particularmente bem sucedidas foram feitas por Jeremiah Dixon e Charles Mason no Cabo da Boa Esperança.
Com base em suas observações do trânsito de Vênus de 1761 no Observatório de Petersburgo, Mikhail Lomonossov previu a existência de uma atmosfera em Vênus. Ele usou um telescópio refrator acromático de duas lentes e um filtro solar fraco (vidro esfumaçado) e reportou um inchaço ou protuberância de luz (“arco de Lomonossov”) no exterior do disco solar à medida que Vênus deixava o Sol. Lomonossov atribuiu o efeito à refração dos raios solares através de uma atmosfera; ele também reportou a aparição de estilhaços em torno da parte de Vênus havia acabado de entrar no disco solar, na fase inicial do trânsito. Em 2012, Pasachoff e Sheehan reportaram que o que Lomonossov havia observado não era a atmosfera de Vênus, baseados no conhecimento de como a atmosfera de Vênus pareceria, com base nas observações de Pasachoff e Schneider do trânsito de Vênus de 2004. Para um teste decisivo, um grupo de pesquisadores realizou uma reconstrução experimental da descoberta de Lomonossov com telescópios refratores antigos, durante o trânsito de 2012. Eles observaram o “arco de Lomonossov” e outros efeitos de auréola devidos à atmosfera de Vênus e concluíram que o telescópio de Lomonossov era totalmente adequado para o trabalho de detectar o arco de luz em torno de Vênus fora do disco solar durante o ingresso e a saída, se as técnicas experimentais descritas por Lomonossov em seu trabalho fossem empregadas.

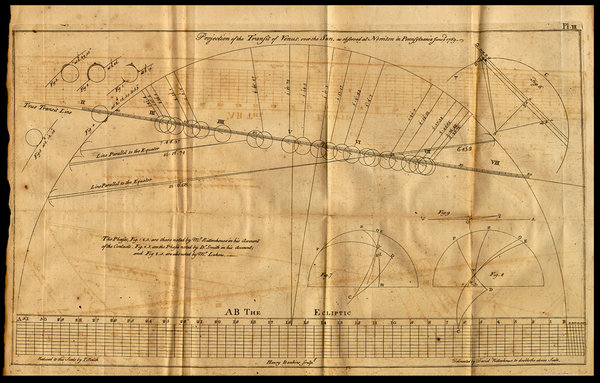
Diagrama das observações de David Rittenhouse do trânsito de Vênus de 1769

Para o trânsito de 1769, cientistas viajaram para o Canadá, San José del Cabo (Baja California, então sob o controle espanhol), Taiti e Noruega. O astrônomo tcheco Christian Mayer foi convidado por Catarina, a Grande para observar o trânsito em São Petersburgo com Anders Johan Lexell, enquanto outros membros da Academia de Ciências da Rússia foram para oito outras locações no Império Russo. O astrônomo húngaro Maximilian Hell e seu assistente János Sajnivics viajaram para Vardø, na Noruega, com delegação de Cristiano VII da Dinamarca. William Wales e Joseph Dymond fizeram suas observações na baía de Hudson, Canadá, para a Royal Society. Na Filadélfia, a Sociedade Filosófica Americana erigiu três observatórios temporários e instituiu um comitê, liderado por David Rittenhouse. Os resultados dessas observações foram impressos no primeiro volume das "Transações" da Sociedade, publicado em 1771.
Observações também foram feitas no Taiti, na primeira viagem do capitão Cook, numa localidade até hoje conhecida como “Ponto Vênus”.
O azarado Guillaume Le Gentil passou oito anos viajando numa tentativa de observar ambos os trânsitos. Sua mal-sucedida viagem o levou a perder sua esposa e bens e a ser declarado morto. Seus esforços se tornaram a base para a peça Trânsito de Vênus, de Maureen Hunter.

Medição da duração do trânsito para determinar a paralaxe solar

Infelizmente, foi impossível determinar o momento exato do início e fim do trânsito, por causa do fenômeno conhecido como “efeito da gota negra”. Durante muito tempo, imaginou-se que este efeito se devesse à espessa atmosfera de Vênus, e inicialmente ele foi considerado a primeira evidência real de que Vênus tinha uma atmosfera; entretanto, estudos recentes demonstraram tratar-se de um efeito óptico causado pelo enodoamento da imagem de Vênus por turbulências na atmosfera da Terra ou imperfeições nos aparelhos de observação.
Em 1771, usando os dados combinados dos trânsitos de 1761 e 1769, o astrônomo francês Jérome Lalande calculou a unidade astronômica em 153 milhões de quilômetros (± 1 milhão de km). A precisão foi menor do que a esperada por causa do efeito da gota negra, mas ainda assim foi uma melhoria considerável nos cálculos de Horrocks.
Maximilian Hell publicou os resultados da sua expedição em 1770, em Copenhague. Baseado nos resultados da sua própria expedição, mais as de Wales e Cook, ele apresentou outro cálculo da unidade astronômica: 151,7 milhões de quilômetros. Lalande questionou a precisão e a autenticidade da expedição de Hell, mas mais tarde recuou em um artigo no Journal des sçavants, em 1778.

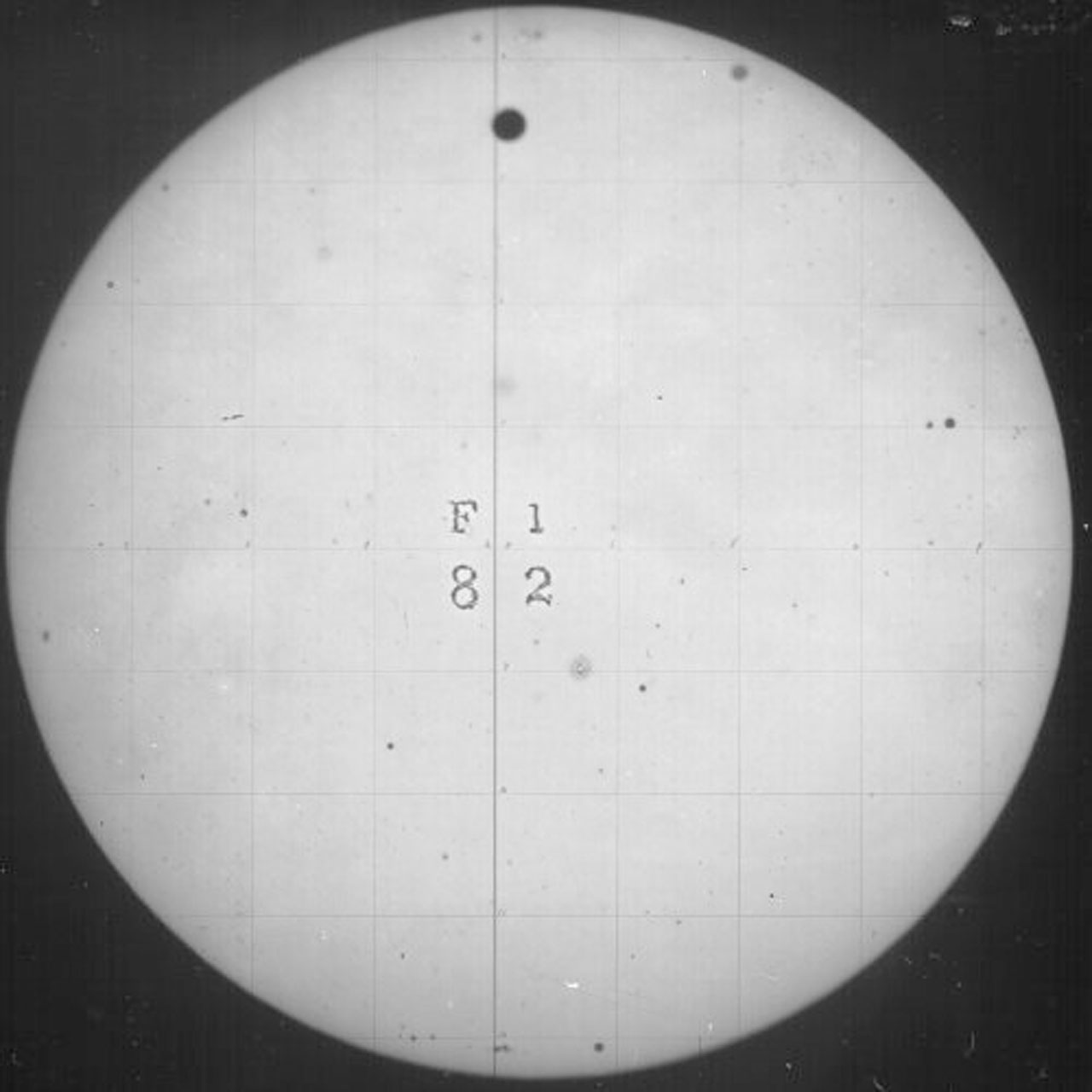
O trânsito de Vênus de 1882

### 1874 e 1882
As observações dos trânsitos de 1874 e 1882 permitiram que este valor fosse mais refinado. Várias expedições foram enviadas para as Ilhas Kerguelen, no sul do Oceano Índico, para as observações de 1874. O astrônomo americano Simon Newcomb combinou os dados dos últimos quatro trânsitos e obteve o valor de 149,59 milhões de quilômetros (± 0,31 milhão de km). Técnicas modernas, como a telemetria por sondas espaciais e observações por radar das distâncias para planetas e asteroides do sistema solar, permitiram a obtenção de um valor preciso para a unidade astronômica (com precisão de ± 30 m), eliminando assim a necessidade de cálculos por paralaxe.

### 2004
Diversas organizações científicas - encabeçadas pelo European Southern Observatory (ESO) - organizaram uma rede de astrônomos amadores e estudantes para medir a distância entre o Sol e a Terra durante o trânsito. As observações dos participantes permitiram o cálculo da unidade astronômica (UA) em 149 608 708 km ± 11 835 km, o que representa uma diferença de apenas 0,007% em relação ao valor aceito.

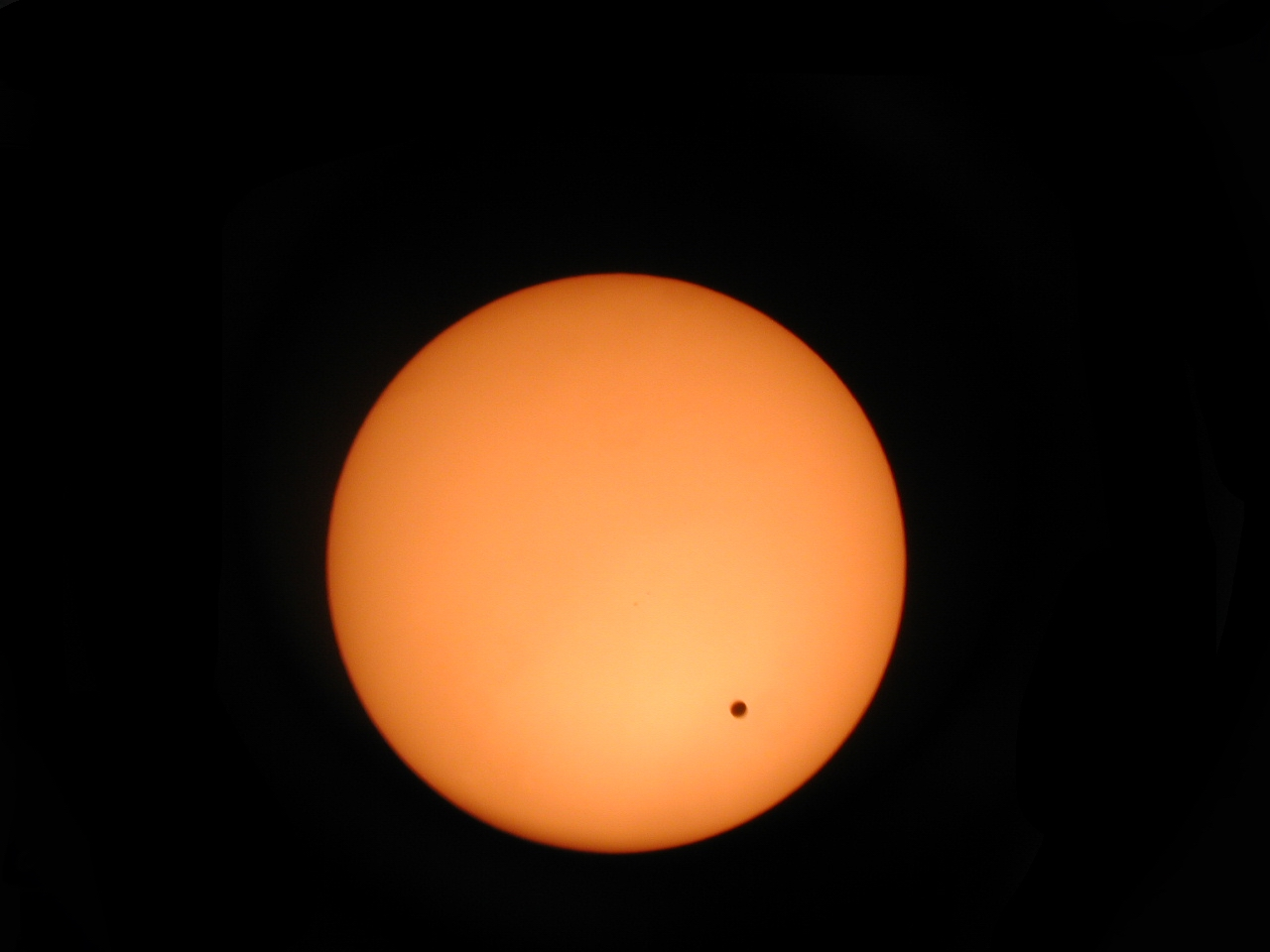
Trânsito de Vênus visto de Degania Alef, Israel, 2004

Houve muito interesse no trânsito de 2004, porque cientistas tentaram medir o padrão de obscurecimento da luz quando Vênus bloqueou parte da luz do Sol, visando refinar técnicas que eles esperam utilizar na busca de planetas extrassolares. Os métodos atuais para procurar planetas orbitando outras estrelas somente funcionam em alguns casos: (i) planetas muito grandes (como Júpiter, não como a Terra), cuja gravidade é forte o bastante para fazer oscilar a estrela de tal forma que nos permita detectar mudanças no movimento próprio ou mudanças por efeito Doppler na velocidade radial, (ii) planetas do tamanho de Júpiter ou Netuno muito próximos de sua estrela, cujo trânsito provoque mudanças na luminosidade da estrela, ou (iii) através de planetas que passam na frente de estrelas em segundo plano com a distância para a sua própria estrela comparável com o anel de Einstein ou uma microlente gravitacional.
A medição da intensidade da luz durante o curso de um trânsito, quando o planeta bloqueia parte da luz, é potencialmente muito mais sensível, e poderia ser usada para encontrar planetas menores. Entretanto, é necessária uma medição extremamente precisa; por exemplo, o trânsito de Vênus provoca uma redução da luz do Sol de mero 0,001 na magnitude, e o obscurecimento por pequenos planetas extrassolares será igualmente pequeno.

### 2012

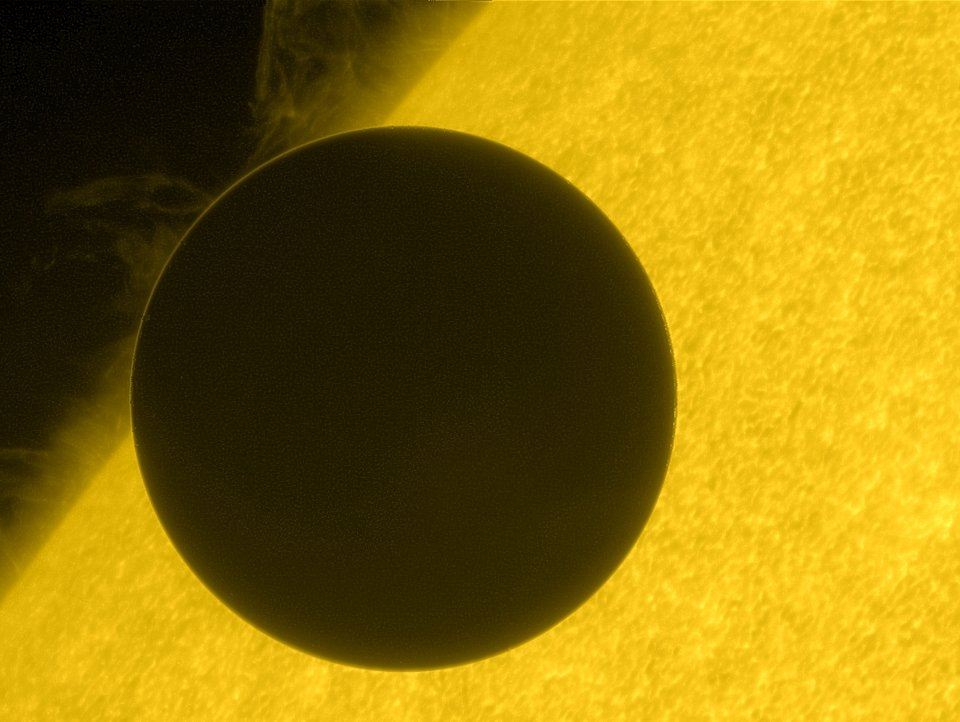
O último trânsito de Vênus do século XXI, fotografado pelo satélite artificial Hinode

O trânsito de Vênus entre a Terra e o Sol de 2012 começou pouco depois das 22h03m (UTC) e na comunidade lusófona o evento pôde ser observado a partir do Timor-Leste, Macau, extremo oriente de Angola, Moçambique e em três estados da região norte do Brasil (Amazonas, Acre e Roraima). Em Portugal a transição não pôde ser vista, pois o país não estava na zona de observação do fenômeno.. Foi observado também na América do Norte, América Central e parte do norte da América do Sul. A Austrália foi o melhor local para acompanhar o fenômeno, com quase sete horas de visibilidade na zona oriental e central do país. O fim do trânsito foi observado durante a manhã em parte da Europa, Oriente Médio e Ásia meridional. A observação foi dificultada em grande parte da China, devido ao céu encoberto por nuvens, e no leste do Japão, por causa da aproximação de um tufão. Astronautas da Estação Espacial Internacional – o único local com presença humana fora da Terra - também acompanharam a passagem de Vênus. Na maior parte da América do Sul, África ocidental e do sudoeste, o fenômeno não pode ser observado. Algumas organizações festejaram o trânsito de 2012 com grande antecipação, incluindo um grupo que organiza festividades e observações no Taiti.

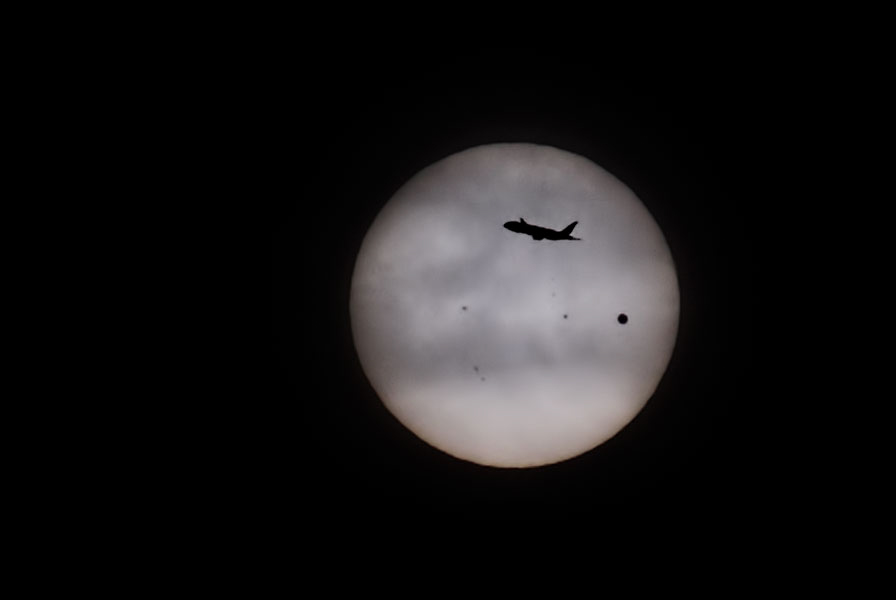
Avião passa em frente ao Sol durante o trânsito de Vênus de 2012

O trânsito de 2012 permitiu aos cientistas numerosas oportunidades de pesquisa, em particular com relação ao estudo de exoplanetas. A pesquisa deste trânsito inclui a medição das quedas no brilho de estrelas provocadas por um planeta conhecido transitando o Sol, que ajudarão os astrônomos a encontrar exoplanetas. Diferentemente de 2004, o trânsito de 2012 aconteceu durante uma fase ativa do ciclo de onze anos de atividade solar, e, provavelmente, treinará os astrônomos em captar o sinal de um planeta em torno de uma estrela com muitas manchas solares; medições do diâmetro aparente de Vênus durante o trânsito e sua comparação com o diâmetro conhecido darão aos cientistas uma ideia de como estimar o tamanho de exoplanetas. A observação da atmosfera de Vênus simultaneamente a partir de telescópios na Terra e pela sonda Venus Express deu aos cientistas uma oportunidade de entender melhor o nível intermediário da atmosfera do planeta do que seria possível a partir quaisquer um destes lugares isoladamente. Esta oportunidade fornecerá novas informações sobre o clima do planeta. Dados espectrográficos da bem conhecida atmosfera de Vênus serão comparados com estudos de exoplanetas cujas atmosferas são ainda desconhecidas. O Telescópio Espacial Hubble, que não pode ser apontado diretamente para o Sol, utilizou a Lua como espelho para estudar a luz que tinha passado através da atmosfera de Vênus, visando determinar a sua composição. Isto ajudará a mostrar se uma técnica similar poderia ser utilizada para estudar exoplanetas.

## Trânsitos passados e trânsitos futuros

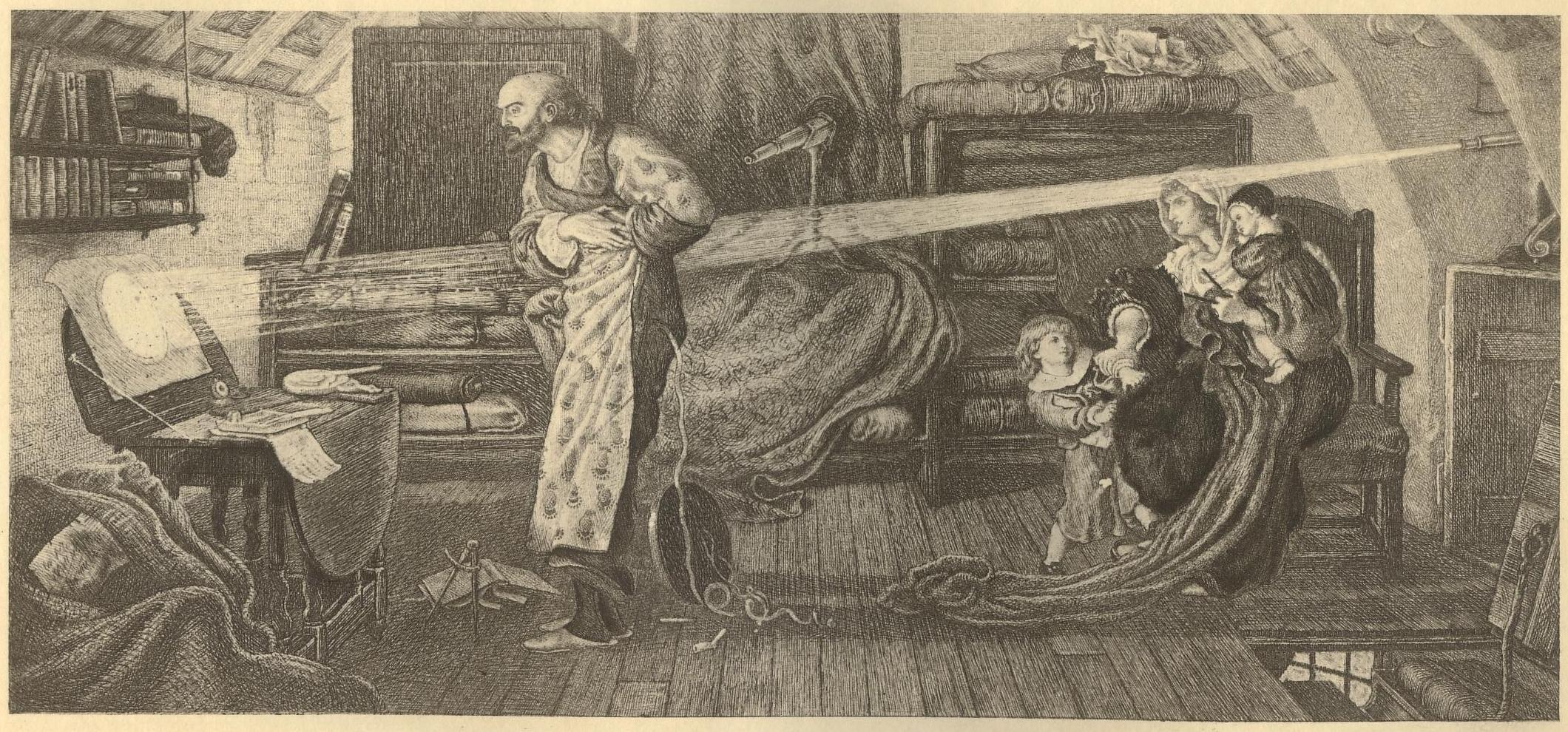
Gravura mostrando William Crabtree realizando a primeira observação do trânsito de Vênus

Atualmente os trânsitos podem acontecer somente em junho ou dezembro (ver quadro). Essas datas estão lentamente ficando mais tardias no ano em cerca de dois dias a cada ciclo de 243 anos; antes de 1631, os trânsitos ocorriam em maio e novembro.
Os trânsitos normalmente ocorrem em pares, mais ou menos na mesma data com diferença de oito anos. Isto acontece porque o período de oito anos da Terra é quase o mesmo de 13 anos de Vênus, portanto a cada oito anos os planetas estão aproximadamente na mesma posição relativa. Esta conjunção aproximada normalmente resulta em um par de trânsitos, mas não é precisa o bastante para produzir um trio, pois Vênus chega 22 horas mais cedo a cada vez. O último trânsito que não foi parte de um par foi em 1396 e o próximo será em 3089. Em 2854 (o segundo do par 2846/2854), embora Vênus vá apenas tangenciar o Sol quando visto do equador da Terra, um trânsito parcial será visível de algumas partes do hemisfério sul.

### Trânsitos de Vênus no passado
| Trânsitos de Vênus no passado | Trânsitos de Vênus no passado     | Trânsitos de Vênus no passado     | Trânsitos de Vênus no passado     | Trânsitos de Vênus no passado | Trânsitos de Vênus no passado |
| Data(s) do trânsito           | Hora (Tempo Universal Coordenado) | Hora (Tempo Universal Coordenado) | Hora (Tempo Universal Coordenado) | Observações | Caminho do trânsito (HMNAO)   |
| Data(s) do trânsito           | Início                            | Meio                              | Fim                               | Observações | Caminho do trânsito (HMNAO)   |
| ----------------------------- | --------------------------------- | --------------------------------- | --------------------------------- | --- | ----------------------------- |
| 23 de novembro de 1396        | 15:45                             | 19:27                             | 23:09                             | Último trânsito a não ser parte de um par. | 1                             |
| 25-26 de maio de 1518         | 22:46 25 de maio                  | 01:56 26 de maio                  | 05:07 26 de maio                  | | 2                             |
| 23 de maio de 1526            | 16:12                             | 19:35                             | 21:48                             | Último trânsito antes da invenção do telescópio | 3                             |
| 7 de dezembro de 1631         | 03:51                             | 05:19                             | 06:47                             | Previsto por Kepler | 4                             |
| 4 de dezembro de 1639         | 14:57                             | 18:25                             | 21:54                             | Primeiro trânsito observado por Horrocks e Crabtree | 5                             |
| 6 de junho de 1761            | 02:02                             | 05:19                             | 08:37                             | Mikhail Lomonossov, Chappe d’Auteroche e outros observam da Rússia; Mason e Dixon observam no Cabo da Boa Esperança.                                                  | 6                             |
| 3-4 de junho de 1769          | 19:15 3 de junho                  | 22:25 3 de junho                  | 01:35 4 de junho                  | Viagem do Capitão Cook ao Taiti | 7                             |
| 9 de dezembro de 1874         | 01:49                             | 04:07                             | 06:26                             | Pietro Tacchini lidera expedição a Muddapur, Índia. Uma expedição francesa vai à Ilha Campbell, na Nova Zelândia, e uma expedição britânica viaja ao Havaí.           | 8                             |
| 6 de dezembro de 1882         | 13:57                             | 17:06                             | 20:15                             | John Phillip Sousa compõe uma marcha, "O Trânsito de Vênus", em homenagem ao trânsito.                                                                                | 9                             |
| 8 de junho de 2004            | 05:13                             | 08:20                             | 11:26                             | Várias redes de telecomunicação transmitem globalmente vídeos ao vivo da passagem de Vênus                                                                            | 10                            |
| 5-6 de junho de 2012          | 22:09 5 de junho                  | 01:29 6 de junho                  | 04:49 6 de junho                  | Totalmente visível no Havaí, Alasca, Austrália, Nova Zelândia, no Pacífico e Ásia oriental, com o início do trânsito visível na América do Norte e o final na Europa. | 11                            |

### Trânsitos de Vênus no futuro
| Trânsitos de Vênus no futuro | Trânsitos de Vênus no futuro      | Trânsitos de Vênus no futuro      | Trânsitos de Vênus no futuro      | Trânsitos de Vênus no futuro | Trânsitos de Vênus no futuro |
| Data(s) do trânsito          | Hora (Tempo Universal Coordenado) | Hora (Tempo Universal Coordenado) | Hora (Tempo Universal Coordenado) | Observações | Caminho do trânsito (HMNAO)  |
| Data(s) do trânsito          | Início                            | Meio                              | Fim                               | Observações | Caminho do trânsito (HMNAO)  |
| ---------------------------- | --------------------------------- | --------------------------------- | --------------------------------- | --- | ---------------------------- |
| 10-11 de dezembro de 2117    | 23:58 10 de dezembro              | 02:48 11 de dezembro              | 05:38 11 de dezembro              | Totalmente visível na China oriental, Japão, Taiwan, Indonésia e Austrália. Parcialmente visível na costa ocidental dos EUA e na Índia, maior parte da África e Oriente Médio. | 12                           |
| 8 de dezembro de 2125        | 13:15                             | 16:01                             | 18:48                             | Totalmente visível na América do Sul e no leste dos EUA. Parcialmente visível no oeste dos EUA, Europa e África.                                                               | 13                           |
| 11 de junho de 2247          | 08:42                             | 11:33                             | 14:25                             | Totalmente visível na África, Europa e Oriente Médio. Parcialmente visível na Ásia oriental, Indonésia e nas Américas do Sul e Norte.                                          | 14                           |
| 9 de junho de 2255           | 01:08                             | 04:38                             | 08:08                             | Totalmente visível na Rússia, Índia, China e oeste da Austrália. Parcialmente visível na África, Europa e oeste dos EUA.                                                       | 15                           |
| 12-13 de dezembro de 2360    | 22:32 12 de dezembro              | 01:44 13 de dezembro              | 04:56 13 de dezembro              | Totalmente visível na Austrália e maior parte da Indonésia. Parcialmente visível na Ásia, África e na metade ocidental das Américas.                                           | 16                           |
| 10 de dezembro de 2368       | 12:29                             | 14:45                             | 17:01                             | Totalmente visível na América do Sul, África ocidental e costa leste dos EUA. Parcialmente visível na Europa, oeste dos EUA e Oriente Médio.                                   | 17                           |
| 12 de junho de 2490          | 11:39                             | 14:17                             | 16:55                             | Totalmente visível na maior parte das Américas, África ocidental e Europa. Parcialmente visível na África oriental, Oriente Médio e Ásia.                                      | 18                           |
| 10 de junho de 2498          | 03:48                             | 07:25                             | 11:02                             | Totalmente visível na maior parte da Europa, Ásia, Oriente Médio e Africa oriental. Parcialmente visível no leste das Américas, Indonésia e Austrália.                         | 19                           |

Em longos períodos de tempo, novas séries de trânsito se iniciarão e as antigas terminarão. Diferentemente das séries Saros para os eclipses lunares, é possível que uma série de trânsitos se reinicie depois de um hiato. As séries de trânsitos também variam muito mais em duração dos que as séries Saros.

## Tangenciamento e trânsitos simultâneos
Algumas vezes Vênus apenas tangencia o Sol durante um trânsito. Nesses casos, é possível que em algumas regiões da Terra possa se ver um trânsito completo, enquanto em outras haja apenas um trânsito parcial, sem um segundo ou terceiro contato. O último trânsito deste tipo foi em 6 de dezembro de 1631 e o próximo será em 13 de dezembro de 2611. É também possível que um trânsito de Vênus seja visto em algumas partes do mundo como parcial, enquanto em outras Vênus não toca o Sol. O último trânsito deste tipo aconteceu em 19 de novembro de 541 a.C. e o próximo será em 14 de dezembro de 2854.
A ocorrência simultânea de trânsitos de Mercúrio e Vênus é possível, mas numa frequência extremamente baixa. O último evento desses ocorreu em 22 de setembro de 373 173 a.C. e os próximos serão em 26 de julho de 69 163 e em 29 de março de 224 508. A ocorrência simultânea de um eclipse solar e um trânsito é possível, mas muito rara. A última vez em que um eclipse solar aconteceu durante um trânsito de Vênus foi em 1 de novembro de 15 607 a.C. e a próxima será em 5 de abril de 15 232. Ressalte-se, entretanto, que, no dia seguinte do trânsito venusiano de 3 de junho de 1769, houve um eclipse total do Sol que foi visível no norte da América, Europa e norte da Ásia.